# Norton County
Norton County ist ein County im Bundesstaat Kansas der Vereinigten Staaten. Der Verwaltungssitz (County Seat) ist Norton. Das U.S. Census Bureau hat bei der Volkszählung 2020 eine Einwohnerzahl von 5459 ermittelt.

## Geographie
Das County liegt im Nordwesten von Kansas, grenzt im Norden an Nebraska und hat eine Fläche von 2283 Quadratkilometern, wovon neun Quadratkilometer Wasserfläche sind. Es grenzt in Kansas im Uhrzeigersinn an folgende Countys: Phillips County, Graham County, Sheridan County und Decatur County.

## Geschichte
Norton County wurde am 26. Februar 1867 gebildet. Benannt wurde es nach Orloff Norton, einem Offizier im Amerikanischen Bürgerkrieg.
5 Bauwerke und Stätten des Countys sind im National Register of Historic Places eingetragen (Stand 30. August 2017).

## Demografische Daten
Nach der Volkszählung im Jahr 2000 lebten im Norton County 5953 Menschen in 2266 Haushalten und 1470 Familien im Norton County. Die Bevölkerungsdichte betrug 3 Einwohner pro Quadratkilometer. Ethnisch betrachtet setzte sich die Bevölkerung zusammen aus 93,35 Prozent Weißen, 4,05 Prozent Afroamerikanern, 0,44 Prozent amerikanischen Ureinwohnern, 0,42 Prozent Asiaten, 0,02 Prozent Bewohnern aus dem pazifischen Inselraum und 1,02 Prozent aus anderen ethnischen Gruppen; 0,71 Prozent stammten von zwei oder mehr Ethnien ab. 2,37 Prozent der Bevölkerung waren spanischer oder lateinamerikanischer Abstammung.
Von den 2266 Haushalten hatten 28,2 Prozent Kinder unter 18 Jahren, die mit ihnen gemeinsam lebten. 55,5 Prozent waren verheiratete, zusammenlebende Paare, 7,0 Prozent waren allein erziehende Mütter und 35,1 Prozent waren keine Familien. 32,3 Prozent aller Haushalte waren Singlehaushalte und in 17,9 Prozent lebten Menschen mit 65 Jahren oder darüber. Die Durchschnittshaushaltsgröße betrug 2,28 und die durchschnittliche Familiengröße betrug 2,89 Personen.
22,0 Prozent der Bevölkerung waren unter 18 Jahre alt. 7,7 Prozent zwischen 18 und 24 Jahre, 28,3 Prozent zwischen 25 und 44 Jahre, 22,3 Prozent zwischen 45 und 64 Jahre und 19,6 Prozent waren 65 Jahre alt oder älter. Das Durchschnittsalter betrug 40 Jahre. Auf 100 weibliche Personen kamen 122,1 männliche Personen. Auf 100 erwachsene Frauen ab 18 Jahren kamen 122,9 Männer.
Das jährliche Durchschnittseinkommen eines Haushalts betrug 31.050 USD, das Durchschnittseinkommen einer Familie betrug 37.036 USD. Männer hatten ein Durchschnittseinkommen von 25.983 USD, Frauen 20.381 USD. Das Prokopfeinkommen betrug 16.835 USD.
6,1 Prozent der Familien und 10,5 Prozent der Bevölkerung lebten unterhalb der Armutsgrenze.

## Orte im County
- Almena
- Calvert
- Clayton
- Dellvale
- Densmore
- Devizes
- Edmond
- Lenora
- New Almelo
- Norton
- Oronoque
- Reager
- Rockwell

Townships
- Almena-District 4 Township
- Center-District 1 Township
- Harrison-District 6 Township
- Highland-District 2 Township
- Solomon-District 3 Township